# Blow Job
Blow Job е един от скандалните филми на Анди Уорхол, в който камерата се съсредоточава върху лицето на млад мъж, наслаждаващ се на фелацио.